# Rio Călăţele
O Rio Călăţele é um rio da Romênia, afluente do Rio Călata, localizado no distrito de Cluj.